# Andreas Unterguggenberger
Andreas Unterguggenberger (* 7. Mai 1969 in Würzburg) ist ein deutscher Kirchenmusiker und seit Januar 2017 Domkapellmeister am Dom St. Stephan in Passau.
Unterguggenberger besuchte in Würzburg das Friedrich-Koenig-Gymnasium. Seine Ausbildung absolvierte er an der Fachakademie für katholische Kirchenmusik in Regensburg (heute Hochschule für Katholische Kirchenmusik und Musikpädagogik Regensburg) und danach an der Staatlichen Hochschule für Musik Würzburg. Seine erste Stelle trat er am Dom St. Kilian in seiner Heimatstadt als Assistent des dortigen Domkapellmeisters an. 1996 wurde er als Nachfolger von KMD i. R. Walter Gleißner Stiftskantor an der Stiftsbasilika St. Peter und Alexander in Aschaffenburg. Unter seiner Leitung wurden die Angebote der Aschaffenburger Stiftsmusik konsequent weiterentwickelt und kontinuierlich ausgebaut: Neben den bereits etablierten Ensembles des Stifts-Chors, der Stifts-Chorknaben und der Mädchenkantorei gründete Unterguggenberger den Kammerchor und die schola cantorum der Stiftsbasilika. Darüber hinaus war er als künstlerischer Leiter für die Konzerte in der Stiftsbasilika verantwortlich.
Zudem arbeitete er als Dekanatskirchenmusiker von Aschaffenburg-Stadt und als Ausbilder des Organistennachwuchs. Unterguggenberger ist auch als Komponist tätig und gründete die „Pueri Cantores“ des Diözesanverbandes Würzburg.
Er ist verheiratet und Vater dreier Kinder.
Seit Januar 2017 bekleidet Unterguggenberger das Amt des Domkapellmeisters am Dom St. Stephan in Passau.